# Ich klage an (film)
Ich klage an je německý název filmu Žaluji, který v roce 1941 natočil Wolfgang Liebeneiner.

## Vznik filmu
Nacistická filmová politika začala po Hitlerově nástupu k moci a po vzniku nacistické diktatury v Německé říši. Je také nedělitelně spojena s Goebbelsovým Říšským ministerstvem pro osvětu a propagandu (Reichsministerium für Volksaufklärung und Propaganda). Goebbels nazval sám sebe „patronem německého filmu“ a z německého filmového průmyslu učinil důležitou součást aparátu nacistické propagandy množstvím opatření tkvících v řízení a kontrole filmové produkce, cenzuře, „arizaci“, represích jednotlivých umělců a podnikatelů. NSDAP již měla zkušenost z výroby filmů pro volební boj, a proto se po uchopení vlády, v roce 1933, koncentrovala na ovládnutí německého filmového průmyslu. Dokonce byl 1942 založen koncern UFI, který měl státní monopol. Možnostmi filmu byli osobně fascinováni Joseph Goebbels, Hermann Göring a Adolf Hitler.
Tématu „euthanasie“ čili „zabití postižených“ byl věnován hraný film Ich klage an. Námětem byl román v dopisech Sendung und Gewissen, napsaný již roku 1935 autorem Hellmuthem Ungersem a vydaný teprve roku 1941. SS-Oberführer Viktor Brack, který v Hitlerově kanceláři řídil Aktion T4, pověřil Hermanna Schwenningera, aby napsal nový scénář. Schwenningerův scénář obsahuje scénu u soudu, v níž je asistent smrti – Sterbehelfer – stylizován jako hrdina.
Wolfgang Liebeneiner však tento návrh zamítl. Z Hitlerovy kanceláře dostala pracovní skupina nový pokyn, aby napsali scénář „o eutanazii, o vyhlazení života nehodného žití. S ohledem na okolnosti doby jsme došli k přesvědčení, že se musíme vyhnout všemu, co by připomínalo úmyslnou reklamu, výslovně se varovat naprosto všeho, co by nepřátelsky zaměřené osoby mohly považovat za hrozbu ze strany státu.“
Nový scénář nesl pracovní název Tři lidé – Film o Zákoně srdce a týkal se plánovaného zákona „Sterbehilfegesetz“, který však z důvodu protestů z církevních kruhů nebyl vydán. Návrh scénáře přináší trojúhelník mezi ženou a dvěma muži a nechává manžela – lékaře, aby se stal pachatelem v rodině. I tento návrh byl přepracován. Liebeneiner se později ospravedlňoval falešnou teorií, že v něm bylo bez příkras propagováno zabíjení duševně nemocných. Liebeneiner však převzal „zmaření nehodnotného života“ jako skryté klíčové poselství. Hotový film obsahuje prvky trojúhelníku z druhého návrhu, velkou soudní scénu z prvního návrhu a pozměněný vedlejší děj rodičů, kteří touží po smrti svého velmi těžce postiženého dítěte.
Originální verze – zvaná ministerská (Ministerfassung, podle Reichsministerium für Volksaufklärung und Propaganda – Říšské ministerstvo veřejné osvěty a propagandy) – byla dokončena v květnu 1941 a ještě v červenci a srpnu byla pozměněna přísnými zásahy cenzury. Příčinou byla kritika eutanazie v pastýřském listu katolických biskupů, čteném 7. července 1941 na kazatelnách, i otevřené kázání biskupa von Galense dne 3. srpna 1941.
Byly vystřiženy útoky proti náboženským výhradám i scény naléhavých pokusů o obrácení ve víře. Dále byly vyňaty nacistické konverzační obraty a symboly. Dokonce ani usmrcení nemocného pokusného zvířete už nebylo bezprostředně vidět.
Existují tři různé verze tohoto filmu. Jsou uloženy ve Spolkovém archivu v Koblenzi, v Německém institutu pro filmová studia ve Frankfurtu nad Mohanem a ve filmových archivech bývalé NDR v Postupimi-Babelsbergu.
Film má zvláštní význam v souvislosti s tehdy podporovaným tzv. „zmařením nehodnotného života“ Zvláště poukázání obžalovaného doktora Heyta na „statisíce beznadějně trpících“ a obrat ve smýšlení jeho původního odpůrce dokazují, že je film konformní ve smyslu tehdejší politiky. V soudobém časopisu Zeitschriftendienst (ze dne 19. září 1941) se novinářům dávají jako předloha pro „filmové zpravodajství“ tyto pokyny:
„Film společnosti Tobis ‚Žaluji – Ich klage an' se v rámci dojímavého příběhu zabývá otázkou, zda má být lékař oprávněn ve zvláště výjimečných případech zkrátit nevyléčitelně nemocnému člověku na jeho přání jeho utrpení. V obrazech a v dialogu scénáře se s maximální lidskou vážností a lékařskou odpovědností rozebírá už dlouho diskutovaná otázka z oblasti medicíny a práva. I když by se velmi nabízelo zmínit zřejmou snahu pojmout hlavní myšlenku uměleckým způsobem, přesto se toho musíme vyvarovat a chceme pouze ocenit umělecký obsah tohoto filmu, k samotnému problému a k navrhovanému řešení však nechceme jakoukoliv formou zaujímat prozatím ani positivní ani negativní stanovisko, ani v samostatných příspěvcích. Rovněž se raději vyhněme výrazu ‚Euthanasie‘. Mimořádně napínavý a dobře postavený filmový příběh natočený podle románu Hellmutha Ungera navíc nabízí díky vynikajícím hereckým výkonům … dostatek látky pro plodné umělecké ztvárnění.“
Po 2. světové válce ohodnotil Lexikon mezinárodního filmu tento film takto:
„Propagandistický film Třetí říše k otázce euthanasie. […] Dramaturgicky zdařile vybudovaný, velmi sugestivně inscenovaný agitační film sloužil nacistickým orgánům k ospravedlnění jejich systematického vyhlazování duševně nemocných a k psychologické přípravě zákona o asistované smrti ‚Sterbehilfegesetz ‘.“
Film byl v Třetí říši vyznamenán oceněním „umělecky výjimečně cenný“ a „osvětový“.